# IRIX Interactive Desktop
IRIX Interactive Desktop（起初称为Indigo Magic）是一种桌面环境，正常设置为运行IRIX的Silicon Graphics工作站的默认桌面，使用基于大多数Unix系统含有的X Window系统的Motif部件工具箱，1993年9月在Indy工作站发布。用于IRIX Interactive Desktop的默认窗口管理器是4Dwm。
IRIX Interactive Desktop有两个首要部件：系统管理器与工具箱。系统管理器是桌面与系统的主要配置工具。工具箱是一个选单，正常位于桌面上，用以列出执行所安装于该Silicon Graphics工作站的应用程序。非用时，程序窗口会最小化为桌面上的一个矢量图形图标（利用着IconSmith的.fti文件格式）。
IRIX Interactive Desktop是在Unix系统中最初标准默认图形用户界面桌面之一。